# 閃蛺蝶屬
閃蛺蝶屬（學名：Apatura）是閃蛺蝶亞科裡面的一個屬。6個物種分佈於古北界和東洋界。

## 物種
- Apatura ambica
- 柳紫閃蛺蝶 （Apatura ilia）
- 紫閃蛺蝶 （Apatura iris）
- 曲帶閃蛺蝶 （Apatura laverna）
- 細帶閃蛺蝶 （Apatura metis）

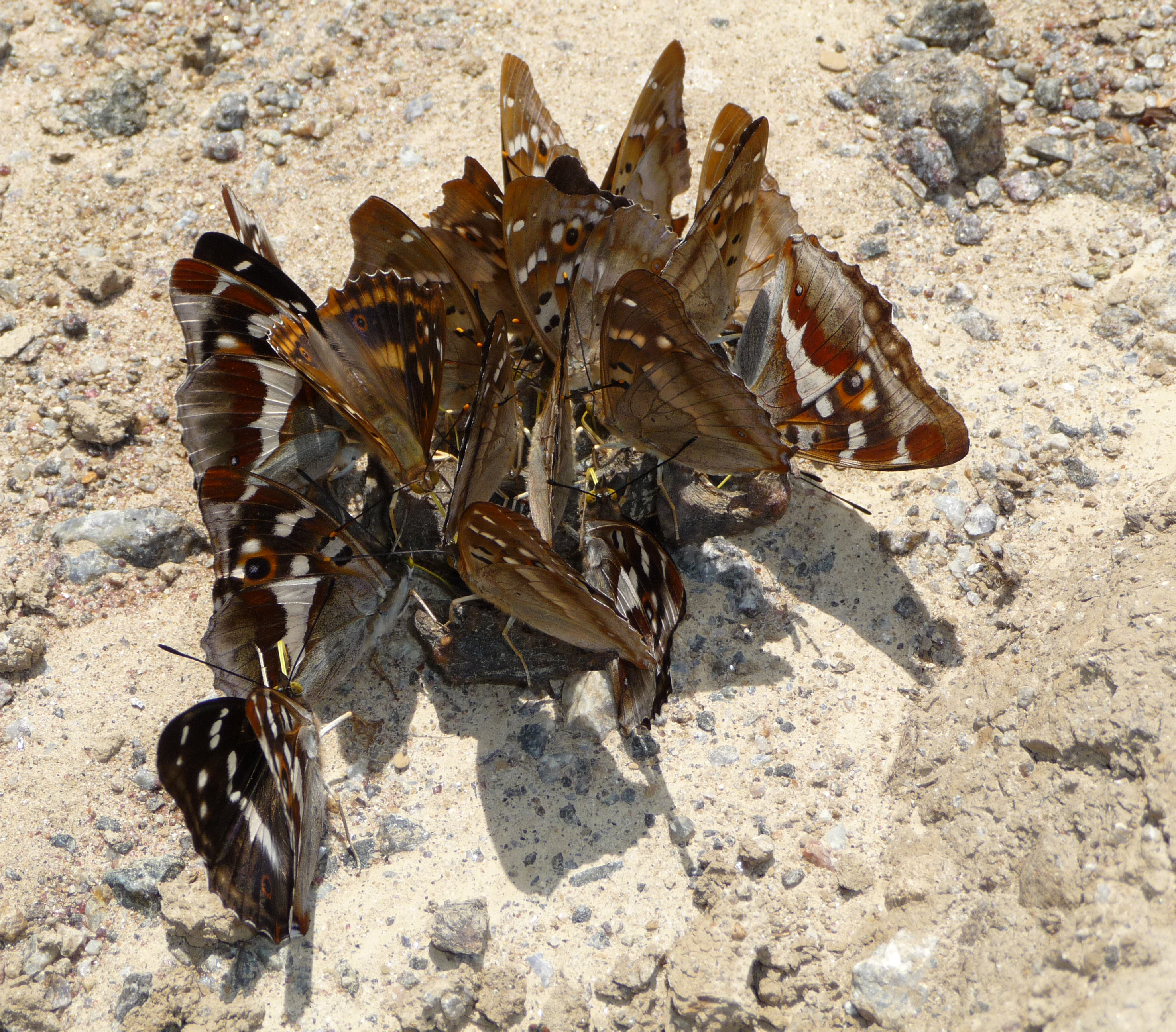
一群柳紫閃蛺蝶和紫閃蛺蝶吸食林蛙屍體的腐汁, 攝如烏克蘭

- Apatura nycteis

## 外部連結
Apatura （页面存档备份，存于） at funit.fi